# Файли Плутона
«Файли Плутона: Зліт і падіння улюбленої планети Америки» (англ. The Pluto Files: The Rise and Fall of America's Favorite Planet) — книга, написана астрофізиком Нілом де Грассом Тайсоном. У книзі йдеться про Плутон, якому в серпні 2006 року Міжнародний астрономічний союз присвоїв статус карликової планети, позбавивши його статусу планети. У книзі також йдеться про те, як багато американців були проти цього рішення через те, що Плутон відкрив американець.
Книгу високо оцінив Джон Стюарт у гостьовому сегменті з Тайсоном на The Daily Show. Під час інтерв'ю Стюарт із гумором назвав книгу «найзахопливішою книгою про Плутона, яку ви будь-коли читали у своєму житті», а також «переконливу історію про те, як [Тайсон] знищив життя Плутона».
У книзі детально описана історія сприйняття Плутона науковою спільнотою від його пошуку як Планети X через його відкриття на початку XX століття і аж до його нинішнього статусу карликової планети і транснептунового об'єкта.
У лютому 2009 року книга увійшла до розширеного списку бестселерів наукової літератури в твердій палітурці «Нью-Йорк таймс».